# جورجينا رايلي
جورجينا رايلي (بالإنجليزية: Georgina Reilly)‏ هي عارضة وممثلة بريطانية، ولدت في 12 فبراير 1986 في المملكة المتحدة.

## وصلات خارجية
- جورجينا رايلي على موقع IMDb (الإنجليزية)
- جورجينا رايلي على موقع قاعدة بيانات الفيلم (الإنجليزية)